# Collision (Lost)
"Collision" (da. titel Sammenstød) er det 32. afsnit af tv-serien Lost. Episoden blev instrueret af Stephen Williams og skrevet af Javier Grillo-Marxuach & Leonard Dick. Det blev første gang udsendt 23. november 2005, og karakteren Ana Lucia Cortez vises i afsnittets flashbacks.

## Handling
Den sørgmodige Sayid er fanget og bundet af Halen, da han søger hævn over Shannons død. Et flashback i Ana Lucias fortid gøre hende blød. Resten af gruppen forlader Ana Lucia for at forene sig med de andre, Ana Lucia er tilbage alene med Sayid – og en ladt pistol.